# Hsinchu (stad)

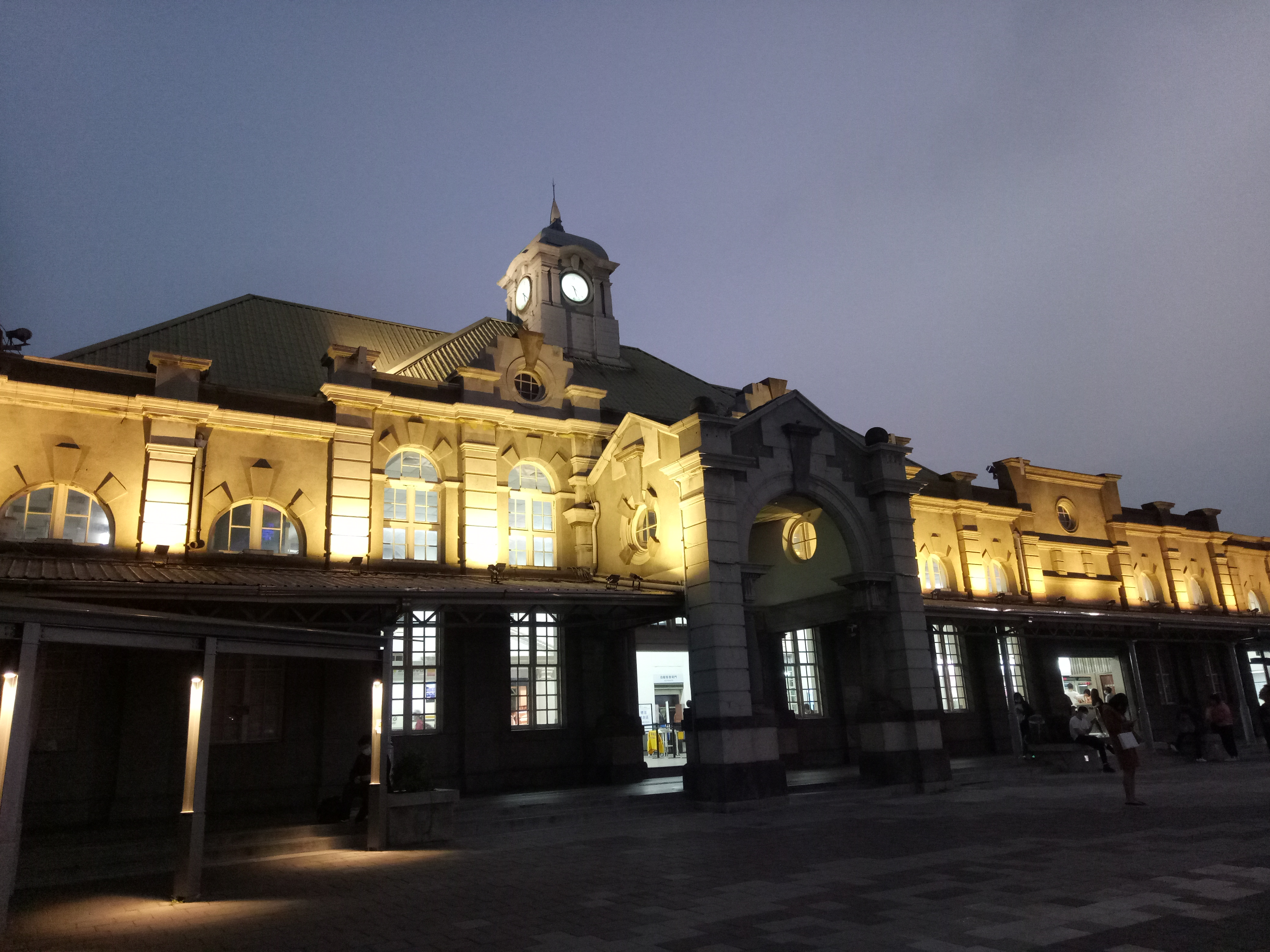
Station Hsinchu

Hsinchu of Xinzhu (Chinees: 新竹; pinyin: Xīnzhú) is een stad in Taiwan. De stad Hsinchu vormt een eigen stadsarrondissement. Hsinchu telde in januari 2011 415.557 inwoners op een oppervlakte van 104 km².

## Geboren
- Yuan Lee (1936), Amerikaans scheikundige en Nobelprijswinnaar (1986)